# 櫛池村
櫛池村（くしいけむら）は、かつて新潟県中頸城郡にあった村。

## 沿革
- 1889年（明治22年）4月1日 - 町村制施行に伴い中頸城郡棚田村、鈴倉村、上中条村、鶯沢村、梨窪村、青柳村、赤池村、梨平村、北野村、水草村、東戸野村、寺之脇村が合併し、櫛池村が発足。
- 1955年（昭和30年）3月31日 - 中頸城郡菅原村と合併し、清里村を新設して消滅。